# Battaglia di Rephidim
La Battaglia di Rephidim (o Refidim), come descritta nella Bibbia, venne combattuta tra Israeliti e Amaleciti, a Rephidim, mentre il popolo israelita si stava dirigendo verso la Terra Promessa. La descrizione di questa battaglia si trova nel Libro dell'Esodo.

## Battaglia secondo la Bibbia
Secondo Esodo 17:8–13, a seguito della fuga degli israeliti dall'Egitto, essi si accamparono a Rephidim.
La battaglia ebbe inizio con l'attacco, non provocato, degli Amaleciti contro gli Israeliti Esodo 17: 8. Successivamente Yahweh annunciò lo sterminio degli amaleciti e invitò Israele a sconfiggerli, affermando che Israele avrebbe sperimentato la pace con i suoi nemici (Esodo 17:14, Deuteronomio 25:19). Questo fu il primo di diversi conflitti, nel corso dei secoli, tra gli Amaleciti e gli Israeliti.
Mosè esortò il suo popolo a combattere e lo pose sotto il comando di Giosuè. Le parole "che reggeranno la verga di Dio" potrebbero essere un'espressione delle sue convinzioni sulla vittoria nell'imminente battaglia, poiché avrebbero combattuto sotto la bandiera di Dio. Secondo la tradizione ebraica, durante gli scontri Mosè fu accompagnato dai suoi parenti più stretti, Hur e Aronne.
Mosè guardò dall'alto l'andamento della battaglia e quando alzava le mani, Israele aveva la meglio, ma quando le abbassava prevalevano gli avversari. Quando Mosè si stancò, i suoi compagni lo misero a sedere su una pietra e sostennero le sue mani alzate. La battaglia durò fino alla sera, finendo con la vittoria degli Israeliti.
Il libro dell'Esodo menziona la punizione-maledizione lanciata contro i nemici del popolo eletto, gli israeliti. Gli amaleciti dovevano essere cancellati dalla storia. Maledizioni con sfumature simili sono anche registrate nel Libro di Geremia (Geremia 2:3). Dopo il successo dell'esercito israeliano, venne eretto un altare - Yahweh-Nissi (in ebraico יְהוָה נִסִּי‎?) - con l'incisione "Il Signore è il mio vessillo". Il vessillo si riferisce al bastone di Mosè.